# اریش ردمن
اریش ردمن (آلمانی: Erich Redman؛ زادهٔ ۱۹۶۴) متولد روسیه و بازیگر آلمانی است که بیشتر در فیلم‌های انگلیسی‌زبان به ایفای نقش می‌پردازد.
از فیلم‌ها یا برنامه‌های تلویزیونی که وی در آن نقش داشته‌است، می‌توان به زن طلایی‌پوش، نجات سرباز رایان، جک رایان: سرباز سایه، یو-۵۷۱، شارلوت گری، ارباب، شعبده‌باز، یونایتد ۹۳، پرنده اسکاتلندی، کاپیتان آمریکا: نخستین انتقام‌جو، دختر دانمارکی، شتاب، دوازدهمین مرد اشاره کرد.